# Liste der Monuments historiques in Uzemain
Die Liste der Monuments historiques in Uzemain führt die Monuments historiques in der französischen Gemeinde Uzemain auf.

## Liste der Objekte
| Bezeichnung                               | Beschreibung                                                             | Standort                                    | Kennzeichnung | Schutzstatus | Datum | Bild |
| ----------------------------------------- | ------------------------------------------------------------------------ | ------------------------------------------- | ------------- | ------------ | ----- | ---- |
| Skulptur Unterweisung Mariens             | Kalkstein, farbig gefasst, um 1600                                       | Thièlouze, in der Kapelle Notre-Dame (Lage) | PM88001824    | Inscrit      | 2006  |      |
| Skulptur Heiliger Nikolaus                | Prozessionsskulptur; Holz, farbig gefasst und vergoldet, 18. Jahrhundert | Thièlouze, in der Kapelle Notre-Dame (Lage) | PM88000945    | Classé       | 1969  |      |
| Kruzifix                                  | Holz, farbig gefasst, 18. Jahrhundert                                    | Thièlouze, in der Kapelle Notre-Dame (Lage) | PM88001826    | Inscrit      | 2006  |      |
| Skulptur Madonna mit Kind                 | Prozessionsskulptur; Holz, farbig gefasst und vergoldet, 18. Jahrhundert | Thièlouze, in der Kapelle Notre-Dame (Lage) | PM88000944    | Classé       | 1969  |      |
| Skulptur Madonna mit Kind und zwei Engeln | Prozessionsskulptur; Holz, farbig gefasst und vergoldet, 18. Jahrhundert | Thièlouze, in der Kapelle Notre-Dame (Lage) | PM88001825    | Inscrit      | 2006  |      |
| Gemälde Mariä Verkündigung                | Ölfarbe auf Leinwand, Mitte des 17. Jahrhunderts                         | Thièlouze, in der Kapelle Notre-Dame (Lage) | PM88001823    | Inscrit      | 2006  |      |
| Glocke                                    | Bronze, 1504 gegossen                                                    | Thièlouze, in der Kapelle Notre-Dame (Lage) | PM88000942    | Classé       | 1938  |      |
| Skulptur Madonna mit Kind und Vogel       | Kalkstein, modern vergoldet, 14. Jahrhundert                             | Thièlouze, in der Kapelle Notre-Dame (Lage) | PM88000943    | Classé       | 1957  |      |